# Ras Tanura (Meteorit)
Koordinaten: 26° 40′ 0″ N, 50° 9′ 0″ O
Ras Tanura ist ein Meteorit, der 1961 auf dem Gelände eines Öl-Verladeterminals in Ra's Tanura im östlichen Saudi-Arabien gefunden wurde.

## Geschichte
Am frühen Nachmittag des 23. Februar 1961 wurde in der Nähe der Stadt Ra's Tanura nach einem Knall am Himmel ein besonders heller Meteorit gesehen, ein so genannter Bolide, der von Süden nach Norden flog. Am wolkenlosen Himmel hinterließ der Bolide eine dichte weiße Wolke mit einem Durchmesser von ungefähr 2° sowie eine gezackte leuchtende Spur. Die leuchtende Spur löste sich circa zehn Minuten nach Durchgang des Boliden auf, die Wolke war etwa 30 Minuten zu sehen. In dieser Zeit bewegte sich die Wolke circa 15° in Richtung Osten und war auf etwa 60° Höhe. Der Flug des Boliden wurde von einem dröhnenden Geräusch begleitet, wie ein langgezogener Donner, das in ein Grollen überging. Diese Beschreibung stammt von einem Augenzeugen aus Dharan, circa 40 Kilometer südlich des Aufschlagortes. Ein anderer Augenzeuge sagte aus, dass der Meteorit circa 12 Minuten nach Abklingen des Grollens aus dem Boden gegraben wurde. Zu diesem Zeitpunkt war es 11:42 Uhr GMT, was 14:42 Uhr Lokalzeit in Saudi-Arabien entspricht.
Der Fund geschah auf dem South Pier, einem Ölverladeterminal, der Erdölraffinerie der Arabian-American Oil Company. Ein weiterer Augenzeuge berichtete, dass er kurz nach der Explosion im Meer eine Wasserfontäne gesehen habe, so dass vermutet werden kann, dass die Hauptmasse des Meteoriten in den Arabischen Golf gefallen ist.
Der gefundene Stein wurde als unidentifiziertes Flugobjekt von ARAMCO an die Wright-Patterson Air Force Base geschickt und kam von dort in das Smithsonian Astrophysical Observatory und von da in die Forschungsabteilung der Meteoritensammlung des National Museum of Natural History. Dort hat der Stein die Katalog-Nummer USNM #2171.

## Aussehen und Klassifizierung
Es handelt sich bei dem Fundstück um einen Stein-Eisen-Chondriten der Klasse H6 mit einem Gewicht von 6,1 Gramm mit dem Aussehen eines krustigen Steins. Es ist das einzige Stück, das von dem Meteoriten gefunden worden ist.
In einem Artikel von Brian Harold Mason im Smithsonian Contributions to the Earth Sciences #19 von 1977 werden als Hauptmineralien des Meteoriten Olivin und Orthopyroxene genannt mit weiteren Bestandteilen, die in kleineren Mengen vorkommen, wie Plagioklase und Troilit sowie zusätzlich Chromit und Whitlockit.
Die Orthopyroxene haben einen Calciumoxid-Anteil von 0,75 % sowie <0,1 % Natriumoxid, 0,10 % Titan(IV)-oxid und 0,14 % Chrom(III)-oxid. Mit den Orthopyroxenen assoziiert wurde Diopsid gefunden, dass einen Anteil von 0,53 % an Natriumoxid aufweist sowie 0,31 % Titan(IV)-oxid und 0,73 % Chrom(III)-oxid.
Im Schnitt sieht man viele leicht rostige Metalleinschlüsse in einer blassgrauen Umgebung ohne sichtbare Chondren (Silikatkügelchen). Im Feinschnitt zeigt der Asteroid eine allotriomorph-granulare Struktur.